# Aéroport de Båtsfjord
L’aéroport de Båtsfjord (code IATA : BJF • code OACI : ENBS) est un aéroport situé à Båtsfjord en Norvège.

## Statistiques
Pour des raisons techniques, il est temporairement impossible d'afficher le graphique qui aurait dû être présenté ici.

Voir la requête brute et les sources sur Wikidata.

## Compagnie aérienne et destinations
| Compagnies | Destinations |
| ---------- | --- |
| Widerøe    | - Berlevåg (en), - Hammerfest (en), - Honningsvåg, - Kirkenes, - Mehamn (en), - Tromsø, - Vadsø (en), - Vardø, Svartnes (en) |